# Rangaunu Bay
Die Raugaunu Bay ist eine Meeresbucht im Norden der Region Northland auf der Nordinsel Neuseelands. Sie befindet sich zwischen der Basis der Aopouri Peninsula im Westen und der Karikari Peninsula im Osten. Im Süden der Bucht befindet sich eine Durchfahrt, die die Bucht mit dem Naturhafen Rangaunu Harbour verbindet. Östlich der Durchfahrt befindet sich der einzige unmittelbar an der Bucht gelegene Ort, Rangiputa. Im Nordwesten befindet sich ein weiterer kleinerer Naturhafen, Houhora Harbour. Zwischen beiden Häfen zieht sich der Strand East Beach entlang. Nördlich der Zufahrt zum Rangaunu Harbour  befinden sich zwei kleine nach Westen gerichtete Buchten, Raupo Bay und Motutara Bay, danach verläuft  die Küste als Karikari Beach auf der Nordseite der Karikari Peninsula nach Osten. Den östlichen Abschluss der Bucht bildet eine Landzunge, die sich als Moturoa Islands ins Meer fortsetzt.